# وانگل دلف
وانگل دلف (بلغاری: Вангел Делев؛ زادهٔ ۱۲ مارس ۱۹۴۶) بازیکن فوتبال است.
وی همچنین در تیم ملی فوتبال بلغارستان بازی کرده است.